# Vieille Major
La Vieille Major est l’ancienne cathédrale de Marseille. Elle a été édifiée à partir du XIIe siècle à l’emplacement d’une première église datant du Ve siècle.

## Historique

### Implantation du christianisme à Marseille
La ville antique de Marseille comprenait une ville haute où se trouvait l'Acropole et une ville basse. La redécouverte des vestiges des remparts qui ont défendu la ville contre les légions de César a montré que la ville avait une superficie supérieure à 50 hectares. La ville de Marseille avait des contacts avec la Méditerranée orientale, donc avec les premiers chrétiens, comme l'a montré la découverte  d'une épitaphe à FORTVNATVS et VOLVSIANVS avec un symbole chrétien qui ont subi le supplice du feu datant du IIe siècle. L'église de Marseille dut commencer à exister au IIe siècle. Oresius est le premier évêque certain, cité dans des documents quand il participe au concile d'Arles, en 314.
Au début du Ve siècle, l'évêque de Marseille, Proculus, s'oppose à Aix-en-Provence au sujet de l'implantation du siège métropolitain qui était devenu la métropole de la Narbonnaise seconde, et à Arles dont le pape Zosime avait fait, en 417, la primatie de la Viennoise  et des deux Narbonnaises. 

### Première cathédrale et baptistère
Jean-Maurice Rouquette suppose que la première cathédrale de Marseille a été construite à cette époque, en adoptant une implantation identique à celle de la cathédrale d'Arles, à l'intérieur des remparts, mais assez éloignée du centre administratif. La cathédrale Notre-Dame a été construite à l'ouest de la ville, près l'anse de l'Ourse et de la Porta Gallica ouverte dans les remparts nord. 
La position de la première cathédrale était connue par celle du baptistère, désigné au XIe siècle sous le nom d'église Saint-Jean-Baptiste. Ses vestiges ont été retrouvés au XVIIIe siècle, puis redécouverts en 1850, pendant les travaux de construction de la nouvelle cathédrale par Espérandieu. Ces fouilles ont montré que c'était le plus grand baptistère de Provence avec un diamètre intérieur de 22 mètres. Ce baptistère a été utilisé jusqu'au XIIe siècle. Une étude de François Roustan montre que le baptistère se trouvait à l'emplacement du collatéral droit de la nouvelle cathédrale.
Après les invasions du Ve siècle et les occupations par les Wisigoths, les Burgondes, les Ostrogoths de Théodoric, les Francs, les Sarrasins et les Lombards, la ville a connu une récession et s'est repliée sur la colline Saint-Laurent. La cathédrale a peut-être été abandonnée et l'évêque s'est réfugié dans l'abbaye Saint-Victor.

### Deuxième cathédrale
C'est en 977, sous l'épiscopat de Pons Ier, fils du vicomte Guillaume de Marseille, et de son neveu Pons II, que la Major est rétablie. L'enceinte de la ville est relevée. La construction de la cathédrale s'est achevée entre 1050 et 1073. L'église du XIe siècle a été remplacée au XIIe siècle.

### Troisième cathédrale
La cathédrale est entièrement reconstruite au milieu du XIIe siècle. Construite en pierre rose de La Couronne, selon un plan en croix latine, la cathédrale romane est un très bel exemple d'architecture romane provençale. Elle comprend un chœur à abside, avec des absidioles et des bas-côtés. Elle est voûtée en berceau, avec une coupole octogonale sur trompes à la croisée du transept et une demi coupole sur l'abside heptagonale en cul-de-four. Le clocher n'a été édifié qu'au XIVe siècle. Entre le XVe et le XVIIIe siècle, une travée est ajoutée, avec une travée transversale sur la face nord.

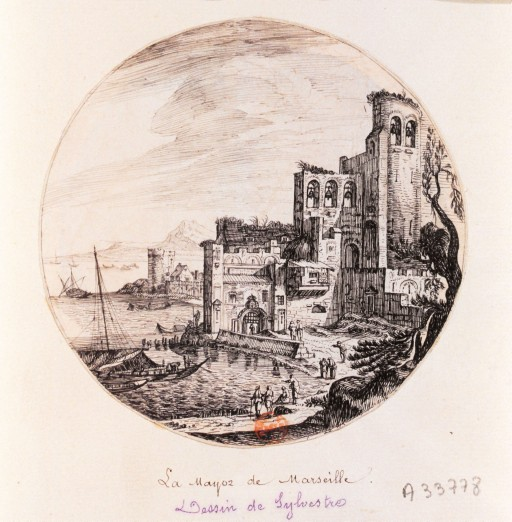
La Major au XVIIe siècle.
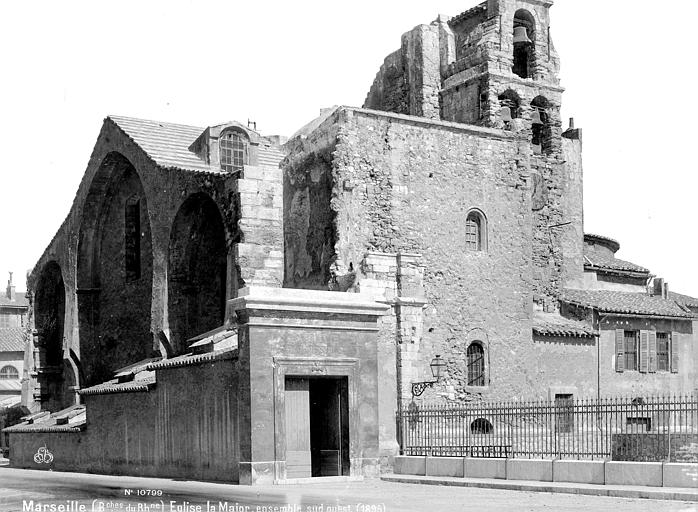
La vieille Major en 1895 par Séraphin-Médéric Mieusement.

Le décor de l'ancienne cathédrale est composé essentiellement de l'autel de saint Lazare, (XVe siècle), en marbre de Carrare sculpté de 1475 à 1481 par Francesco Laurana. Il est situé dans le croisillon nord du transept, qui présente une arcature jumelée de style Renaissance, une des premières manifestations de ce mouvement en France. Dans la chapelle Saint-Sérénus, on trouve, outre l'autel-reliquaire de Saint-Sérénus en marbre (XIIIe siècle), un bas-relief en faïence d'une déposition de croix - La mise au tombeau - attribué à l'atelier du sculpteur italien Luca della Robbia (fin XVe-début XVIe siècle).
Les lambris de revêtement du chœur et la chaire en bois de cette cathédrale ont été achetés en 1794 par l'armateur italien Luigi Oxilia, pour les sauver des révolutionnaires qui voulaient les brûler, et transférés à la basilique San Nicolo à Pietra Ligure (SV) Italie.
La destruction de l'ancienne cathédrale de la Major, qui s'étendait jusqu'au bord de mer, est décidée en 1852, pour permettre la construction de la nouvelle cathédrale Sainte-Marie-Majeure de Marseille. Louis Napoléon Bonaparte pose la première pierre de la nouvelle cathédrale. Mais, les protestations en 1853 de la Société française pour la conservation des monuments,  et la pression de l'opinion populaire permettent de la sauver de la destruction totale et de conserver ce qui en subsiste après le début des travaux : le chœur et une travée. Elle est donc amputée de deux travées. Elle est déclassée en église paroissiale lors de la construction de la nouvelle cathédrale, et reste affectée au culte jusque dans les années cinquante.
En 1994, de lourds étais en bois sont apposés contre l'édifice pour maintenir ses murs porteurs. L'intérieur de l'église est étayée lors des travaux de construction du tunnel de la Major qui s'achèvent en 2002. En 2009, le maire Jean-Claude Gaudin ordonne le retrait des étais en bois en vue d'un lancement de projet de rénovation pour préparer Marseille-Provence 2013,. Il est également question de rénover l'autel de saint Lazare, et de rénover les galeries de 300 mètres qui courent sous l'édifice. L'appel d'offres concernant le suivi archéologique des travaux de confortement des structures de la Vieille Major est lancé en 2015. En octobre 2015, des travaux de renforcement des fondations démarrent avec un budget d'un million d'euros. 
Plus précisément, ces travaux rencontrent le problème des charges excentrées sur plusieurs piles, la quasi inexistence de fondations, et la faiblesse du sol d'assise. La rénovation prévoit la mise en place d'un faîtage et la pose de tirants au niveau de la croisée du transept. Le sol d'assise de l'abside est renforcé par un système d'inclusions. Trois piles de la croisée du transept sont reprises.

## Protection
La Vieille Major fait partie des 934 monuments historiques classés dans la liste des monuments historiques protégés en 1840.
Les bâtiments et sols formant l'ensemble cathédral Sainte-Marie-Majeure, avec les éléments et vestiges qu'ils renferment, à l'exception de la Vieille Major déjà classée, font l'objet d'une inscription par arrêté du 28 juin 2024.

### Sources et bibliographie
(liste non exhaustive)
- [Amargier 1995] Paul Amargier, « Marseille et sa Major », dans La cathédrale (XIIe – XIVe siècle), Toulouse, Éditions Privat, coll. « Cahiers de Fanjeaux 30 », 1995 (lire en ligne), p. 61-77
- [Benoît 1932] Fernand Benoit, « Marseille - La Major », dans Congrès archéologique de France. 95e session. Aix-en-Provence et Nice. 1932, Paris, Société française d'archéologie, 1933 (lire en ligne), p. 157-172
- [Bertrand 2015] Régis Bertrand, Marc Bouiron, Andreas Hartmann-Virnich, Françoise Paone et Jean-Michel Sanchez, Marseille, La Vieille-Major et la Nouvelle-Major : siège épiscopal depuis 314, Strasbourg/Paris, La Nuée Bleue, 2015, 610 p. (ISBN 978-2-8099-1275-3), pp.399-429
- [Bousquet 1857] Casimir Bousquet, La Major, cathed́rale de Marseille, Marseille, Veuve Marius Olive libraire-éditeur, 1857 (lire en ligne), p. 681
- [Paone 2011] Françoise Paone, « L'ensemble ecclésiastique de la Major à Marseille », Archéologia, no 490,‎ juillet-août 2011, p. 32-33, dossier PACA.
- [Rouquette 1980] Jean-Maurice Rouquette, Provence romane : La Provence Rhodanienne, t. 1, La Pierre-qui-Vire, Édition Zodiaque, coll. « la nuit des temps no 40) », 1980, p. 407-433
- [Roustan 1905] François Roustan (préf. Alfred Vaudoyer), La Major et le premier baptistère de Marseille, Marseille, H. Aubertin et G. Rolle, 1905 (réimpr. 1994), 63 p. (OCLC 503821131, BNF 35077705).
- [Vallery-Radot 1938] Jean Vallery-Radot, « Les dates des autels de la Major de Marseille (1122) et de Saint-Guilhem-le-Désert (1138) », dans Gazette des beaux-arts, septembre 1938 (lire en ligne), p. 73-86